# 韓麒麟
韓 麒麟（かん きりん、433年 - 488年）は、北魏の官僚・軍人。本貫は昌黎郡棘城県。

## 経歴
秀容平原二郡太守の韓瑚の子として生まれた。幼くして学問を好み、美しい容姿をもち、騎射を得意とした。皇太子拓跋晃が監国となると、麒麟は東曹主書となった。文成帝が即位すると、麒麟は魯陽男の爵位を受け、伏波将軍の号を加えられた。父が死去すると、麒麟は礼に従って喪に服した。
467年（皇興元年）、慕容白曜の下で征南参軍事をつとめ、升城に進攻したが、魏軍は苦戦して多くの負傷者を出した。升城を陥落させると、慕容白曜は城兵を穴埋めにしようとしたが、麒麟がこれを諫めて、聞き入れられた。後に慕容白曜の推挙を受けて、麒麟は冠軍将軍となり、房法寿とふたりで冀州刺史をつとめた。468年（皇興2年）、慕容白曜が東陽に進攻すると、麒麟は60万斛の穀物を上納し、攻城戦に器械を導入して、魏軍の物資補給を途切れさせなかった。470年（皇興4年）、慕容白曜が処刑されると、麒麟は平城に召還されて、数年のあいだ志を得なかった。
孝文帝のとき、給事黄門侍郎に任じられ、徐州や兗州で招慰につとめ、4000家あまりを帰順させた。まもなく冠軍将軍・斉州刺史に任じられ、仮の魏昌侯となった。麒麟は刺史の官にあって、刑罰を用いることは少なかった。また斉州の新帰の士人の心をつかむため、吏員を増やして人材を登用するよう上表して、聞き入れられた。487年（太和11年）、平城で飢饉が起こると、麒麟は当時の政策を論じて、流民や遊食の徒に帰農を勧めるよう上表した。
488年（太和12年）春、在官のまま死去した。享年は56。散騎常侍・安東将軍の位を追贈され、燕郡公に追封された。諡は康といった。

## 子女
- 韓興宗（? - 490年、長男。字は茂先。司空の高允の推挙により秘書郎となり、参著作事をつとめた。中山王王叡に文才を愛されたが、著した文章は散逸した）
- 韓顕宗

## 伝記資料
- 『魏書』巻60 列伝第48
- 『北史』巻40 列伝第28